# إرنست كادي
إرنست كادي (بالإنجليزية: Ernest Cady)‏ هو سياسي أمريكي، ولد في 6 سبتمبر 1842 في Stafford, Connecticut ‏ في الولايات المتحدة، وتوفي في 16 فبراير 1908 في هارتفورد في الولايات المتحدة. نشط حزبياً في الحزب الديمقراطي. وقد انتخب حاكم كونيتيكت ‏.